# Stefan Velkov
Stefan Velkov (Sofía, 12 de diciembre de 1996) es un futbolista búlgaro que juega como defensa en el Vejle Boldklub de la Superliga de Dinamarca.

## Trayectoria

### Slavia Sofia
Nacido en Sofía, Velkov comenzó su carrera futbolística con el Slavia Sofia en 2005. Hizo su debut en el primer equipo el 27 de julio de 2013, a los 16 años y 227 días, como sustituto de Hristo Yanev en el empate 0-0 de la liga contra el Cherno More Varna. El 18 de diciembre de 2013, se informó que Velkov estaba en la mira del Manchester United. Después de la gran temporada y el debut, hizo algunas pruebas en grandes equipos europeos. Tiempo después Velkov sufrió una grave lesión, que lo sacó del fútbol por 6 meses.
En marzo de 2015, Velkov extendió su contrato con el Slavia por otros tres años. Regresó a los entrenamiento en abril, pero no participó en ningún partido, por lo que se perdió toda la temporada 2014-15.
Velkov volvió a jugar en el primer partido de la temporada 2015-16 contra el Lokomotiv Plovdiv como sustituto en el minuto 88.
Velkov marcó su primer gol para el Slavia en la liga el 17 de septiembre de 2016 en el partido contra el Ludogorets Razgrad que perdió por 3-1.

### Den Bosch
El 10 de agosto de 2018, Velkov firmó con el Den Bosch de la Eerste Divisie. Debutó una semana después, jugando los 90 minutos completos en la victoria por 2-1 sobre el FC Volendam. Marcó su primer gol el 25 de septiembre, en la derrota por 1-2 ante Heracles Almelo, en un partido de la Copa KNVB.

## Selección nacional

### Categorías menores
Velkov representó a Bulgaria en las categorías juveniles sub-16, sub-17 y sub-19. El 1 de junio de 2013, hizo su debut para el equipo sub-21 de Bulgaria a la edad de 16 años, 5 meses y 22 días, convirtiéndose en el segundo jugador más joven en debutar en el equipo después de Nikolay Mihaylov. El 25 de marzo de 2016 Velkov salió de inicio en el empate sin goles contra el equipo sub-21 de Gales. Llegó a ser el capitán del equipo.

### Selección absoluta
El 14 de marzo de 2017, recibió su primera llamada de la selección de fútbol de Bulgaria para el partido contra los Países Bajos el 25 de marzo de 2017, en el que fue suplente. Velkov jugó su primer partido el 26 de febrero de 2020, jugando los primeros 75 minutos de la derrota en casa 0-1 contra Bielorrusia en un partido amistoso.

## Estadísticas
| Club              | Temporada     | Liga           | Liga  | Liga  | Copa  | Copa  | Internacional | Internacional | Total | Total |
| Club              | Temporada     | División       | Part. | Goles | Part. | Goles | Part.         | Goles         | Part. | Goles |
| ----------------- | ------------- | -------------- | ----- | ----- | ----- | ----- | ------------- | ------------- | ----- | ----- |
| Slavia Sofia      | 2013–14       | A Group        | 21    | 0     | 2     | 1     | —             | —             | 23    | 1     |
| Slavia Sofia      | 2014–15       | A Group        | 0     | 0     | 0     | 0     | —             | —             | 0     | 0     |
| Slavia Sofia      | 2015–16       | A Group        | 24    | 0     | 1     | 0     | —             | —             | 25    | 0     |
| Slavia Sofia      | 2016–17       | First League   | 19    | 1     | 1     | 0     | 2             | 0             | 24    | 1     |
| Slavia Sofia      | 2017–18       | First League   | 22    | 1     | 2     | 0     | —             | —             | 24    | 1     |
| Slavia Sofia      | Total         | Total          | 86    | 2     | 6     | 1     | 2             | 0             | 96    | 3     |
| Den Bosch         | 2018–19       | Eerste Divisie | 20    | 2     | 1     | 1     | —             | —             | 23    | 3     |
| Den Bosch         | 2019–20       | Eerste Divisie | 21    | 2     | 1     | 0     | —             | —             | 22    | 2     |
| Den Bosch         | Total         | Total          | 41    | 4     | 2     | 1     | 0             | 0             | 45    | 5     |
| Waalwijk (Cesión) | 2019–20       | Eredivisie     | 3     | 0     | 0     | 0     | —             | —             | 3     | 0     |
| Total carrera     | Total carrera | Total carrera  | 130   | 6     | 8     | 2     | 2             | 0             | 144   | 8     |

## Palmarés

### Campeonatos nacionales
| Título           | Club         | País     | Año     |
| ---------------- | ------------ | -------- | ------- |
| Copa de Bulgaria | Slavia Sofia | Bulgaria | 2017-18 |